# Аршиця
А́ршиця — село в Україні, у Петровецькій сільській громаді Чернівецького району Чернівецької області.

## Назва
Назва Аршиця означає «згарище».

## Географія
У селі річка Середня впадає у Переуцу. На південному сході від села бере початок річка Крива, ліва притока Білки Маре. На південь від села розташована ботанічна пам'ятка природи «Праліс грабово-буково-дубовий».

## Історія
Кут Аршиця у селі Нижні Петрівці засновано 1910 року п'ятьма польськими сім'ями.
До 1987 року в Нижніх Петрівцях існував хутір Аршиця. Після цього Аршиці надали офіційний статус окремого села, до складу увійшли три хутори: Жнямит, Майдан і Вульта.
З 24 серпня 1991 року село входить до складу незалежної України.

## Населення
За переписом населення 2001 року в селі мешкала 871 особа.

### Мова
Розподіл населення за рідною мовою за даними перепису 2001 року:
| Мова       | Відсоток |
| ---------- | -------- |
| румунська  | 69,53 %  |
| польська   | 25,20 %  |
| українська | 4,01 %   |
| російська  | 0,80 %   |
| молдовська | 0,23 %   |
| білоруська | 0,11 %   |